# ITunes Store
L'iTunes Store (fino al 12 settembre 2006, iTunes Music Store) è un negozio on-line per la vendita di musica digitale, video musicali, film e applicazioni mobili, gestito dalla Apple Inc. È stato lanciato il 28 aprile 2003 in contemporanea con la versione 4 di iTunes, l'applicazione freeware senza la quale non è possibile avere accesso al negozio. Sul sistema operativo iOS, invece, è disponibile sotto forma di applicazione.

## Catalogo
Il negozio è supportato dal catalogo delle cinque maggiori case discografiche, BMG Music, EMI, Sony Music, Universal e Warner Bros., ed include anche oltre 300 etichette indipendenti. Offre un repertorio di più di 43 milioni di canzoni, incluse tracce esclusive di 20 artisti come Bob Dylan, U2, Mariah Carey, Sheryl Crow e Sting. Ogni canzone può essere scaricata per 69 centesimi, 99 centesimi o € 1,29; molti album costano € 9,99. 30 secondi o 1 minuto e 30 secondi di pre-ascolto sono offerti gratuitamente per ogni canzone. È consentito masterizzare un numero infinito di volte le canzoni scaricate.
Solitamente le nuove canzoni vengono aggiunte ogni martedì (a cominciare da Moby il 29 giugno 2003); sono inclusi anche molti artisti indipendenti.
Il 10 agosto 2004, Apple annuncia che iTunes Music Store ha raggiunto la cifra di un milione di canzoni in catalogo.
L'iTunes Store include anche oltre 5.000 audiolibri, codificati a 32 kbit/s. Per ogni audio libro sono offerti 90 secondi di preascolto.
Dal 12 ottobre 2005, il negozio vende anche video digitali. Lo store vende migliaia di video musicali e alcuni programmi televisivi. Quest'ultimi vengono immessi nel negozio il giorno dopo la prima trasmissione televisiva. I programmi venduti dal negozio sono principalmente serie televisive trasmesse dalle televisioni via cavo come Friends o Desperate Housewives.
Dal 12 settembre 2006 è possibile acquistare film e giochi per iPod; di conseguenza il nome viene modificato in iTunes Store.
Dal 2008, il negozio distribuisce film del produttore 20th Century Fox: questi vengono venduti negli Stati Uniti a un prezzo medio di 15 dollari.
Il 15 gennaio 2008 la società ha annunciato la disponibilità di film in affitto. Questi, una volta scaricati, potranno essere visti entro trenta giorni e una volta iniziata la visione si avrà 24 ore per terminarla. I film a catalogo sono entro febbraio un migliaio per l'America settentrionale. Il costo del servizio è di $ 3,99 per le novità e 2,99 per i film di catalogo. Nel caso si richieda film in alta definizione, il prezzo viene maggiorato di un dollaro.
Il 2 settembre 2010, Steve Jobs annunciò che sarebbe stato possibile noleggiare film (a $ 2,99) e serie TV (a $ 0,99), dopo l'uscita della nuova Apple TV. Fu trovato un accordo con la Fox e la CBS per mettere in commercio le loro serie TV.
Dall'ottobre del 2010 è infine possibile noleggiare o acquistare film anche dall'iTunes Store italiano.

## Internazionalizzazione
Inizialmente, solo gli utenti macOS in possesso di una carta di credito intestata a un residente statunitense potevano effettuare acquisti sull'iTunes Store. Successivamente, il 16 ottobre 2003, durante una conferenza stampa ad effetto, l'AD della Apple, Steve Jobs, ha presentato la versione di iTunes Store per gli utenti della piattaforma Microsoft Windows.
Il 15 giugno 2004, iTunes Store fu aperto in Francia, Germania e in Gran Bretagna. Le canzoni costano € 0,99 in Italia e £ 0,79 in Gran Bretagna. Le versioni europee dello store hanno venduto in una sola settimana 800 000 canzoni, di cui 450 000 solo nel Regno Unito.
Il 26 ottobre, Apple ha esteso il supporto di iTunes Music Store ad Austria, Belgio, Finlandia, Grecia, Italia, Lussemburgo, Paesi Bassi, Portogallo e Spagna.
Il 2 novembre, lo store include nei paesi supportati il Canada. Le canzoni costano $ 0,99.
Il 7 gennaio 2005, lo store include l'Irlanda completando i Paesi appartenenti all'area dell'euro.
Il 10 maggio 2005 vengono aperti gli store nazionali di Svizzera, Norvegia, Danimarca e Svezia.
Il 4 agosto 2005 viene aperto il negozio giapponese. La singola canzone costa ¥ 150, mentre un album costa ¥ 1800.
Il 24 ottobre 2005 viene aperto il negozio in Australia. Ogni canzone costa $ 1,69, mentre un album costa $ 16,99.
Attualmente, i paesi gestiti dallo store sono 119.

## Successo commerciale
L'iTunes Store è stato il primo negozio di musica online a riscuotere successo, il che ha prodotto una notevole attenzione da parte dei media e dei discografici. Essendo un negozio online, è in grado di fornire servizi che i tradizionali negozi di musica non sono in grado di fornire. Precedenti negozi online, tipo Rhapsody o MusicNet, non avevano riscontrato un tale successo, il che è stato imputato alla ridotta libreria musicale disponibile e a una gestione dei diritti digitali troppo asfissiante. Lo store di Apple, invece, ha potuto contare fin dall'inizio su una libreria di 200.000 canzoni e su una gestione dei diritti digitali (DRM) liberale.
Uno dei fattori di traino è stato sicuramente la presenza dell'iPod: il lettore è perfettamente integrato con iTunes e lo store, quindi, scaricare la musica e poi riversarla sul lettore, è un'operazione semplice e veloce. Ciò ha subito attirato molti utenti che, pur di avere un servizio di una certa qualità, erano disposti a pagarlo: piuttosto di cercare le canzoni utilizzando i programmi di file sharing, col rischio di aver problemi legali e/o di dedicare molto tempo alla ricerca di una canzone codificata in modo professionale, molti utenti hanno deciso di avvalersi di iTunes Store.

### Traguardi
| Data              | Vendite        | Vendite    | Note |
| Data              | Canzoni        | Video      | Note |
| ----------------- | -------------- | ---------- | --- |
| prime 18 ore      | 275.000        | -          | |
| prima settimana   | 1.000.000      | -          | |
| 25 dicembre 2003  | 25.000.000     | -          | |
| 15 marzo 2004     | 50.000.000     | -          | La 50milionesima canzone è stata The Path of Thorns di Sarah McLachlan. |
| 28 aprile 2004    | 70.000.000     | -          | Lo store viene nominato leader incontrastato della vendita di musica online. Venne rilasciata una nuova versione che consente di visionare anche i video di alcune canzoni e i trailer di film in prossima uscita. |
| 11 luglio 2004    | 100.000.000    | -          | La 100milionesima canzone è stata scaricata da Kevin Britten, vincendo un iPod da 40 GB e un buono da 10.000 brani.                                                                                                |
| 1º settembre 2004 | 125.000.000    |            | |
| 15 ottobre 2004   | 150.000.000    | -          | Il negozio Apple detiene il 70% della musica legale scaricata in tutto il pianeta. |
| 16 dicembre 2004  | 200.000.000    | -          | L'aumento delle canzoni vendute è dovuto anche all'apertura degli store non USA. |
| 24 gennaio 2005   | 250.000.000    |            | |
| 2 marzo 2005      | 300.000.000    | -          | |
| 10 maggio 2005    | 400.000.000    | -          | |
| 18 luglio 2005    | 500.000.000    | -          | La 500milionesima canzone è stata "Mississippi Girl" di Faith Hill, acquistata da Amy Greer dell'Indiana (USA). |
| 31 ottobre 2005   | -              | 1.000.000  | |
| 6 dicembre 2005   | -              | 3.000.000  | |
| 10 gennaio 2006   | 850.000.000    | 8.000.000  | |
| 23 febbraio 2006  | 1.000.000.000  | 15.000.000 | La miliardesima canzone è stata "Speed of Sound" dei Coldplay, acquistata da Alex Ostrovsky del Michigan (USA) |
| 12 settembre 2006 | 1.500.000.000  | 45.000.000 | Apple detiene l'88% del mercato statunitense di musica on-line. |
| 10 gennaio 2007   | 2.000.000.000  | 50.000.000 | Viene nominato terzo negozio di musica degli Stati Uniti, con il 9.8% del mercato della musica statunitense. |
| 9 aprile 2007     | 2.500.000.000  |            | |
| 31 luglio 2007    | 3.000.000.000  | -          | |
| 15 gennaio 2008   | 4.000.000.000  |            | |
| 3 aprile 2008     | -              | -          | iTunes Store diventa il primo competitore statunitense. È la prima volta che un negozio on-line diventa il primo player del mercato musicale.                                                                      |
| 19 giugno 2008    | 5.000.000.000  | -          | |
| 6 gennaio 2009    | 6.000.000.000  |            | |
| 21 luglio 2009    | 8.000.000.000  |            | |
| 14 agosto 2009    | -              | -          | Nel settore della musica digitale lo store avrebbe il 68% del mercato, mentre il secondo classificato, il negozio di Amazon, avrebbe l'8%.                                                                         |
| 24 febbraio 2010  | 10.000.000.000 | -          | La 10miliardesima canzone è stata "Guess Things Happen That Way" di Johnny Cash, scaricata da Louie Sulcer di Woodstock di Georgia (USA). Louie ha vinto una Carta Regalo iTunes da 10.000 dollari.                |
| 6 giugno 2011     | 15.000.000.000 | -          | |
| 12 settembre 2012 | 20.000.000.000 |            | |
| 6 febbraio 2013   | 25.000.000.000 | -          | |
| 28 maggio 2014    | 35.000.000.000 |            | |

## Formato dei file
Fino a maggio 2007, tutte le canzoni vendute erano codificate nel formato Dolby Advanced Audio Coding a 128 kbit/s e protette dal DRM Apple FairPlay. Dal 29 maggio dello stesso anno in poi è però iniziato un passaggio al formato AAC 256 kbit/s VBR (a bitrate variabile) privo di DRM, chiamato iTunes Plus.
La codifica AAC offre una qualità audio superiore a quella offerta dal formato MP3 a parità di fattore di compressione. Dolby Advanced Audio Codec, o AAC, è parte dello standard MPEG-4 contenuto nel pacchetto multipiattaforma QuickTime Player 6.
Sebbene tecnicamente ogni lettore digitale sia in grado di leggere i file AAC, solo iTunes e iPod possono leggere i file AAC criptati con la tecnologia Apple FairPlay. Recentemente, Real Networks ha creato la tecnologia Harmony, per permettere al suo negozio di musica di vendere musica protetta digitalmente, ma leggibile dall'iPod. Apple ha minacciato un'azione legale contro Real Networks, considerando la tecnologia Harmony una violazione del contratto d'uso legato all'iPod.
Gli altri negozi di musica online utilizzano principalmente il formato MP3, FLAC e WAV; la stessa Apple per i formati audio di qualità usa il formato non compresso ALAC.

## Gestione digitale dei diritti
Apple FairPlay è la tecnologia di Digital rights management (DRM) integrata in iTunes che gestisce le canzoni comprate sul negozio prima dell'introduzione di iTunes Plus. Rispetto ad altri sistemi di DRM è meno restrittivo e invasivo. Consente di masterizzare un numero infinito di CD per ogni canzone, copiarle su un numero illimitato di iPod e di ascoltarle su un massimo di 5 computer, Mac o PC.
Con l'introduzione di iTunes 4.5, Apple ha modificato le restrizioni, portando il numero massimo di computer utilizzabili per l'ascolto da 3 a 5; venne modificato inoltre il numero massimo di volte con cui si poteva masterizzare una playlist, portandolo a 10 dalle 7 iniziali. Tali modifiche furono consentite dalla rinegoziazione che Apple condusse con le industrie discografiche.
La tecnologia FairPlay non è inviolabile: sono stati resi disponibili col passare del tempo alcuni programmi che consentivano di aggirare le limitazioni imposte da FairPlay. Questi programmi sono stati perseguiti legalmente da Apple quando possibile ed hanno costretto quest'ultima a modificare la tecnologia stessa, in modo da renderla più sicura. Le modifiche tuttavia non sono state sufficienti, dato che la tecnologia è stata nuovamente forzata. Va segnalato che utilizzare questi software negli Stati Uniti può essere considerato un reato, visto che secondo alcune interpretazioni ciò viola la legge sul Copyright americano. Attualmente questi pericoli legali in Europa non sussistono, dato che la legge sul copyright europeo non prevede niente del genere, ma il Parlamento europeo sta discutendo se introdurre misure analoghe a quelle americane.